# Hugo Döblin
Pour les articles homonymes, voir Döblin.
Hugo Döblin, né le 29 octobre 1876 à Stettin et mort le 4 novembre 1960 à Zurich, est un acteur allemand.

## Biographie
Le jeune frère de l'écrivain Alfred Döblin déménage avec sa mère et ses autres enfants à Berlin en 1888. En 1890, il commence un apprentissage en commerce auprès de son oncle puis prend en secret des cours auprès de Josef Kainz et Paul Pauli. En 1901, il épouse Martha Blissé, la fille de Pauli.
Il a son premier engagement en 1896 au Schlosstheater Celle. En 1897, il vient à Berlin et joue au Carl-Weiß-Theater, au Gebrüder-Herrnfeld-Theater et au Kleines Theater Berlin-Mitte et est engagé en 1919 au Reinhardt-Bühnen et au Deutsches Theater.
En 1922, on le voit au Café des Westens. Il écrit des sketchs et des chansons.
En 1914, il commence une carrière au cinéma, dans des petits rôles de fonctionnaire, charlatan, usurier ou Juif. En 1930, il tourne son premier film parlant. Après l'arrivée au pouvoir des nazis en 1933, Doblin ne peut plus jouer à cause de ses origines juives.
Il émigre d'abord à Prague puis va en Autriche en 1936 puis, après l'Anschluss en 1938, en Suisse. Il est davantage professeur de comédie et auteur. Il revient au théâtre en 1944. En 1947, il devient au professeur au Zürcher Schauspiel- und Tonfilmstudio.

## Filmographie
- 1914 : Der Stolz der Firma
- 1917 : Des Goldes Fluch
- 1918 : Que la lumière soit (Es werde Licht!) (3e partie) de Richard Oswald
- 1918 : Jettchen Geberts Geschichte
- 1918 : Henriette Jacoby
- 1919 : Cauchemars et hallucinations
- 1920 : Gentlemen-Gauner
- 1920 : Die Siegerin
- 1920 : De l'aube à minuit
- 1920 : Herztrumpf
- 1920 : Das Kußverbot
- 1920 : Der Reigen de Richard Oswald
- 1920 : Die Bestie im Menschen
- 1921 : Danton de Dimitri Buchowetzki : François Hanriot
- 1921 : Brennendes Land
- 1921 : La Maison lunaire
- 1921 : Hans im Glück
- 1921 : Lady Hamilton
- 1921 : Das gestohlene Millionenrezept
- 1921 : Seefahrt ist Not!
- 1921 : Das Geheimnis der sechs Spielkarten
- 1922 : Aimez-vous les uns les autres
- 1922 : Die schwarze Schachdame
- 1922 : Lucrezia Borgia
- 1922 : Der Graf von Charolais
- 1922 : Sie und die Drei
- 1922 : Tingeltangel
- 1922 : Ihr Kammerdiener
- 1922 : Lola Montez (en)
- 1922 : La Fin du duc de Ferrante
- 1922 : Boris Godounov
- 1922 : Der Bekannte Unbekannte
- 1923 : Ein Weib, ein Tier, ein Diamant
- 1923 : Die Fledermaus
- 1923 : Die Scheine des Todes
- 1923 : Der allmächtige Dollar
- 1923 : Ein Glas Wasser
- 1924 : Soll und Haben
- 1924 : Königsliebchen
- 1924 : Colibri
- 1924 : Das Spiel der Liebe
- 1924 : Nanon
- 1924 : Wege der Liebe
- 1925 : Das Mädchen mit der Protektion
- 1925 : Eine Minute vor Zwölf
- 1925 : La Petite téléphoniste
- 1925 : Die Frau von vierzig Jahren
- 1925 : Une femme et deux maris
- 1926 : Bara en danserska
- 1926 : An der schönen blauen Donau
- 1927 : Ich war zu Heidelberg Student
- 1927 : Frühere Verhältnisse
- 1927 : Die Lorelei
- 1927 : Meine Tante - deine Tante
- 1927 : Lützows wilde verwegene Jagd
- 1927 : Die glühende Gasse
- 1927 : Dr. Bessels Verwandlung
- 1927 : Petronella
- 1927 : Wenn Menschen reif zur Liebe werden
- 1927 : Ramper, der Tiermensch
- 1927 : Rätsel einer Nacht
- 1927 : Die Vorbestraften
- 1927 : Ihr letztes Liebesabenteuer
- 1927 : Luther – Ein Film der deutschen Reformation
- 1928 : Moral
- 1928 : Anastasia, die falsche Zarentochter
- 1928 : Schenk mir das Leben
- 1928 : Polnische Wirtschaft
- 1928 : Die Dame und ihr Chauffeur
- 1929 : À quoi rêve une femme au printemps
- 1929 : Alte Kleider
- 1929 : Die Frau im Talar
- 1929 : Le Cercle rouge
- 1930 : Lui et moi
- 1930 : Wellen der Leidenschaft
- 1930 : Va Banque
- 1930 : Le Diable blanc (Der weiße Teufel)
- 1931 : Um eine Nasenlänge
- 1931 : Der Raub der Mona Lisa
- 1932 : Ein blonder Traum
- 1932 : C'est un amour qui passe (Ein lied, ein kuß, ein mädel) de Géza von Bolváry
- 1932 : Ein Auto und kein Geld
- 1947 : Meurtre à l'asile